# 张镐
張鎬（？—764年），字從周，博州（今山東聊城）人。唐朝宰相。
少有大志，師事吳兢，吳兢很器重他。後游京師，好飲酒，以鼓琴自娛。天寶末年，官至左拾遺，“居身廉洁，不殖私产”。安史之亂爆發，追隨從唐玄宗入蜀。唐肃宗登基后，玄宗派遣张镐至肃宗行在所在。张镐至凤翔府，因奏识多有弘益，拜谏议大夫。至德二年（757年），五月任中書侍郎、同中書門下平章事。肃宗派遣僧人數百人在道場，晨夜誦佛，張鎬諫曰：“帝王當修德以弭亂安人，未聞飯僧可致太平也！”。八月取代擁兵不進的賀蘭進明，任河南節度使。十月張鎬得知睢陽圍急，以急行軍前往救援，又命令譙郡太守閭丘曉前去救援。待張鎬軍至，睢陽城已陷三日。史思明要求归顺唐朝。张镐密奏指出史思明“凶残狡诈，诡计多端”，早有反唐的野心，肅宗不聽，贬为荆州大都督府长史。不久，史思明再次起兵攻入邺城，自称为大燕皇帝。唐肃宗召回张镐，授以太子宾官。岐王李业子李珍作乱，被废为平民，張鎬因曾買李珍的房子，被贬辰州司户。張鎬的次女德容本與仆射裴冕第三子有婚期，遂改期来岁之春季。代宗初年，封平原郡公，任抚州刺史，迁洪州刺史、饶吉等七州都团练观察等使，不久正授江南西道都团练观察等使。广德二年（764年），卒于江南西道观察使任上。